# Anicet
Anicet – imię męskie pochodzące od Anicetus, zlatynizowanej formy greckiego imienia Aniketos. Wywodzi się ono od słowa oznaczającego „niezwyciężony, niepokonany”. Nosił je jeden z wczesnych papieży, św. Anicet.
Anicet imieniny obchodzi 23 stycznia, 17 kwietnia i 12 sierpnia.
Znane osoby noszące imię Anicet:
- Anicet Brodawski – polski polityk na Litwie
- Anicet (papież) – papież, święty Kościoła katolickiego
- Anicet Kopliński – błogosławiony Kościoła Katolickiego
- książę Anikita Repnin – wódz z czasów Wielkiej Wojny Północnej, gubernator Inflant
- Anicet Hojdys – polski bokser